# خسروآباد (داورزن)
خسروآباد، روستایی از توابع بخش مرکزی شهرستان داورزن در استان خراسان رضوی ایران است.
این روستا توسط رسانه خسروآباد ویلیج به سرپرستی سجاد خسروآبادی پوشش تصویری و ویدئویی می‌شود.

## جمعیت
این روستا در دهستان کاه قرار داشته و بر اساس سرشماری سال ۱۳۸۵ جمعیت آن ۳۴۶ نفر (۱۰۲ خانوار)
بوده است.